# Stora skrällen
Stora skrällen är en svensk film från 1943 i regi av Nils Jerring. 

## Handling
En samvetslös affärsman anländer till en liten stad. Han är beredd att göra i stort sett vad som helst för att vinna vackra Vera Odelmans gunst. Först gäller det att bli av med konkurrenterna. Hans största motståndare är ingenjören Henrik Thegel och Bonck tänker förstöra för honom genom att sabotera ett av hans brobyggen.

## Om filmen
Premiärvisning på Fyren i Härnösand 3 februari och på Skandia i Stockholm  8 februari 1943. Filmen har också visats i Sveriges Television.

## Rollista i urval
- Karin Ekelund - Vera Odelman
- Holger Löwenadler - Carl Axel Bonck, affärsman
- Allan Bohlin - ingenjör Henrik Thegel, brokonstruktör
- Georg Funkquist - disponent Erland Thegel
- Ludde Gentzel - Pettersson, fotografen
- Håkan Westergren - Ragnar Thegel, försäljningschefen
- Ivar Kåge - disponent Filip Odelman
- Nils Fritz - ingenjör, Henriks medarbetare
- Carl Ström - verkmästare Johansson
- Gösta Gustafson - Montin, Karlköpingspostens redaktör
- Ingrid Sandahl - tant Louise, välgörenhetstant
- Theodor Olsson - borgmästaren i Karlköping, medlem i ordenssällskapet Fyrbåken, jubileumstalare
- Signe Wirff - borgmästarinnan
- Elsa Ebbesen-Thornblad - fröken Johansson i konditoriet
- Signe Lundberg-Settergren - fröken Johansson i konditoriet
- Greta Stave - fröken Johansson i konditoriet
- Yngwe Nyquist - poliskommissarien
- Charley Paterson -bankdirektören, stormästare i ordenssällskapet Fyrbåken
- Arne Lindblad - kapellmästaren
- Ester Textorius - välgörenhetstant
- Olof Krook - Fredriksson, konduktören